# 軛骨

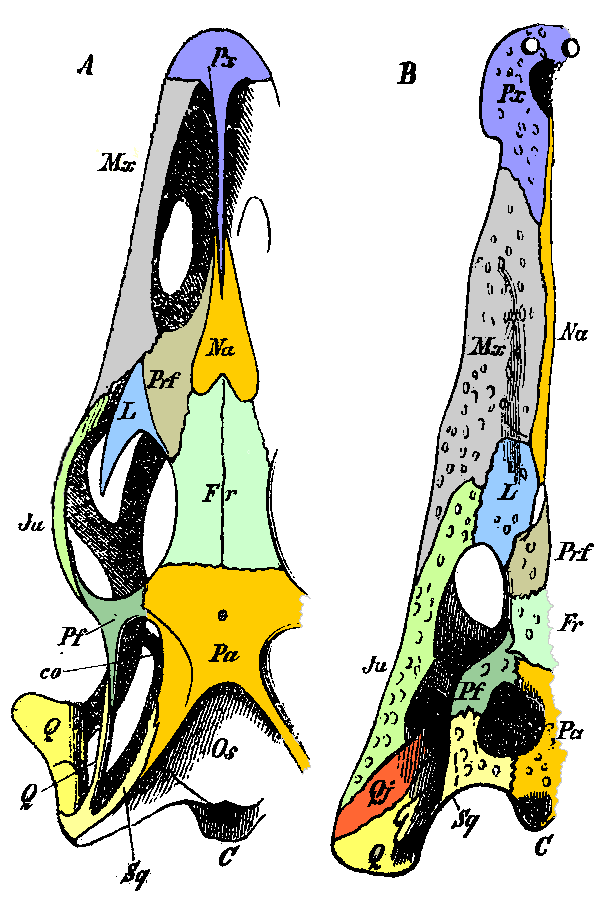
巨蜥（左）與鱷魚（右）頭骨的解剖圖，軛骨標註為“Ju”，淺綠色，位於圖中

軛骨（英語：jugal bone）是一塊存在於在大多數爬行動物、兩棲動物和鳥類中頭部骨骼。 在哺乳動物中，軛骨通常被稱為顴骨。 它連接到方軛骨和上頜骨以及其他骨骼，這可能因物種而異。

## 解剖學
軛骨位於眶周圍區域的頭骨的兩側。 它是頭骨中幾個咀嚼肌的起源 。軛骨和淚骨是僅存的原始環眶骨骼：前額骨，後額骨，眶後骨，軛骨和淚骨。在進化過程中，軛骨起源於皮膜骨。
在尚未發現完整頭骨的情況下（例如，在恐龍的發掘研究中），軛骨被認為是確定物種一般特徵的關鍵。 在某些恐龍屬中，軛骨也構成了眶前孔或顳顬孔的下緣。 最常見的是，該骨骼與方軛骨、眶後骨、淚骨和上頜骨相連。在像五角龍這樣的有角的恐龍中，軛骨很粗且很尖，這導致古生物學家將其稱為“軛角（jugal horn）”。